# Wapnica (powiat stargardzki)
Wapnica – wieś w północno-zachodniej Polsce, w województwie zachodniopomorskim, w powiecie stargardzkim, w gminie Suchań, przy trasie drogi krajowej nr 10 i nad jeziorami Wapnica Południowa i Północna, położona 9 km na wschód od Suchania (siedziby gminy) i 28 km na południowy wschód od Stargardu (siedziby powiatu).

## Historia
Osada wzmiankowana pierwszy raz w 1492, był tu zamek należący do ziemi szadzkiej, który bronił Pomorza przed Brandenburgią. Po upadku Szadzka w 1728 wieś stała się siedzibą władz regionu.
W czasie II wojny światowej Niemcy utworzyli we wsi podobóz pracy przymusowej obozu jenieckiego Stalag II D.
W latach 1975–1998 miejscowość należała administracyjnie do województwa szczecińskiego.

## Zabytki
- Kościół św. Jana Kantego z XIII w. z granitowej kostki z wieżą z XIV wieku, która w XVII–XVIII w. otrzymała barokowy hełm[6]. Po 1945 r. kościół był opuszczony do czasu odbudowy w 1981 r.
- Ruiny zamku – na półwyspie pomiędzy jeziorami (dawniej wyspie) znajdował się zamek obronny, którego ruiny badano w latach 70. XX wieku pod kierunkiem E. Cnotliwego. Zamek zbudowano prawdopodobnie pod koniec XIII w. na miejscu dawnego słowiańskiego grodu. W 1338 roku został zniszczony przez Brandenburczyków, jednak został wkrótce odbudowany. Miał kształt regularny czworoboczny. Przylegało do niego przedzamcze. W 1478 roku elektor brandenburski zdobył i zniszczył zamek. W 1840 roku przeprowadzono przez teren zamkowy drogę łączącą groble przez jezioro.

## Ochotnicza Straż Pożarna
- W Wapnicy funkcjonuje Ochotnicza Straż Pożarna, powołana w 1950 roku, dziś o statucie Jednostki Operacyjno Technicznej. W chwili obecnej jednostka OSP Wapnica dysponuje średnim wozem gaśniczym marki Berliet 770KB 3/15 o pojemności zbiornika wodnego 3 tys. litrów[7].